# Национальный автономный университет Никарагуа (Леон)
Национальный автономный университет Никарагуа в Леоне (исп. Universidad Nacional Autónoma de Nicaragua, León) — высшее учебное заведение в городе Леон, старейший университет в Никарагуа.

## История
Университет был создан на базе ранее существовавшей католической семинарии (Seminario Tridentino «San Ramón») в соответствии с декретом испанского короля Фердинанда VII от 10 января 1812 года. Изначально имел кафедры теологии, гражданского права, философии, грамматики и медицины.
В 1816 году при университете была открыта библиотека.
В дальнейшем, на территории генерал-капитанства Гватемала начались боевые действия, в результате которых территория Никарагуа сначала вошла в состав Мексиканской империи, а после провозглашения независимости Никарагуа в 1838 году оказалась в составе независимой Никарагуа. Из-за скудного финансирования и политической нестабильности в стране положение университета в XIX веке оставалось сложным.
В 1948 году для координации действий университетов пяти стран Центральной Америки был создан совет центральноамериканских университетов (Consejo Superior Universitario Centroamericano), участниками которого стали оба университета Никарагуа (университет в Леоне и столичный университет в Манагуа).
16 апреля 1955 года были утверждены герб и флаг университета, 25 марта 1958 года он получил самоуправление.
23 июля 1959 года отряд национальной гвардии Никарагуа расстрелял демонстрацию протеста в Леоне, были убиты четыре демонстранта (студенты университета) и свыше 60 человек были ранены. В 1960 году в университете обучались 948 человек, в основном на врачей и юристов.
В 1972 году в составе университета имелись инженерный, педагогический, медицинский, экономический, химический и физико-математический факультеты.
После победы Сандинистской революции 19 июня 1979 года началось развитие системы высшего образования. В начале 1980-х годов в высших учебных заведениях страны обучалось свыше 18 тыс. студентов (из них 14 тыс. — в университете в Леоне и свыше 4 тыс. — в столичном университете в Манагуа).
13 января 2022 года был подписан меморандум о сотрудничестве Никарагуа с проектом "Один пояс и один путь" (который предусматривает сотрудничество стран-участников проекта в сфере науки, образования и культуры). 9 июня 2023 года университет подписал меморандум о сотрудничестве с университетом провинции Юньнань из города Куньмин (КНР). В сентябре 2023 года министерство образования Никарагуа подписало соглашение о организации изучения китайского языка в восьми образовательных учреждениях страны (в том числе, в университете Леона). В дальнейшем, университет был реконструирован.

## Дополнительная информация
- университет выпускает многотиражную университетскую газету «Gaceta Universitaria», которая печатается в университетской типографии.

В ходе реконструкции университета в 2023 году началось строительство университетского стадиона на 7 тыс. зрителей.